# 비벡 딜립
비벡 딜립(1985년 10월 23일 ~ )은 인도 기업가이다. 그는 바반스 비디아 만디르에서 학업을 마쳤다. 그는 안나 대학교의 힌두스탄 칼리지에서 공학 학위를 취득했다. 더 많은 지식을 얻기 위해, 그는 하버드 비즈니스 스쿨 온라인에서 MBA를 취득하고 스탠포드 대학교에서 다양한 재생 가능 에너지 과정에 참여했다.

## 경력
2007년, 비벡은 일본 나고야에서 CNC 기계를 전문으로 하는 회사에서 경력을 시작했다. 2011년 싱가포르로 이전하여 석유 및 가스 분야의 비즈니스 확장에 중요한 역할을 했다. 그는 인력 회사에 투자하여 직원을 1,200명까지 늘렸다. 2015년에는 석유 및 가스 훈련 기관을 설립했다.
비벡은 자신의 경력 동안 여러 회사의 이사회에서 중요한 직책을 맡아 왔으며, 이에는 아스트라 그룹 홀딩스, 오일텍 엔지니어링, 임플란타이어 테크놀로지스, 테크노메크 오일 앤 에너지, 아쿠알로그스, 젤혼 인제니어게젤샤프트 mbH, O & G 스킬즈, 그리고 메리디안 스쿨 오브 오일 앤 가스가 포함된다. 그는 항만 및 녹색 에너지 프로젝트를 포함한 다양한 분야에 상당한 기여를 했다.

## 주요 업적
비벡의 주요 업적으로는 석유 및 가스 분야의 비즈니스 확장을 주도하고, 인력 회사를 1,200명 직원으로 성장시키고, 석유 및 가스 훈련 기관을 설립한 것이 포함된다.

## 참고 문헌
1. ↑  arul, p (2017년 10월 2일). “Plea in Supreme Court to protect tigers, conserve habitat” (영어). 2024년 5월 21일에 확인함.
2. ↑  “Connecting India with S Korea: Astra Group and Gyeongnam Maeil unite to navigate India’s biz landscape” (미국 영어). 2023년 12월 26일. 2024년 5월 21일에 확인함.
3. ↑  “Connecting India with S Korea: Astra Group and Gyeongnam Maeil unite to navigate India’s biz landscape” (미국 영어). 2023년 12월 26일. 2024년 5월 21일에 확인함.
4. ↑  “"인도 시장 진출 경남 기업 적극 도울 것"”. 2023년 11월 20일. 2024년 5월 21일에 확인함.
5. ↑  “O&G plans to tap into the world of academia in new business environment”. 《The Economic Times》. 2020년 6월 29일. ISSN 0013-0389. 2024년 5월 21일에 확인함.
6. ↑  “ET Industry Leaders– MSME West 2020 - Honouring Excellence”. 《The Economic Times》. 2021년 1월 25일. ISSN 0013-0389. 2024년 5월 21일에 확인함.
7. ↑  “"지역 중기, 인도 시장 진출 돕고 유망 기업과 기술 합작 추진"”. 2023년 11월 23일. 2024년 5월 21일에 확인함.
8. ↑  “Astra Group, Gyeongnam Maeil Unite to Navigate India’s Business Landscape” (미국 영어). 2023년 12월 26일. 2024년 5월 21일에 확인함.
9. ↑   http://www.gnmaeil.com/news/articleView.html?idxno=530103%7Caccess-date=2024-05-03%7Cwebsite=%EA%B2%BD%EB%82%A8%EB%A7%A4%EC%9D%BC. 2024년 5월 21일에 확인함. |제목=이(가) 없거나 비었음 (도움말)